# Català al Festival de la Cançó d'Eurovisió
El català ha tingut una presència irregular al Festival de la Cançó d'Eurovisió al llarg de la història.
El primer cas referent al català va ser el 1968, quan el candidat elegit per a representar Espanya, Joan Manuel Serrat, va anunciar dotze dies abans del Festival d'Eurovisió a Londres que només hi interpretaria la cançó «La, la, la» si podia cantar-la en català. Així doncs, TVE va retirar-lo del concurs i el va reemplaçar per Massiel, que guanyaria aquella edició del certamen.
Més endavant, el 1998, al programa de televisió Malalts de tele de TV3 es va proposar que Catalunya participés a Eurovisió cantant en català. Tot i ser conscients des d'un principi que era en to humorístic, es va crear la candidatura de Josmar Gerona amb la cançó «És superfort», que no va traspassar l'àmbit espanyol.
No va ser fins al 12 de maig del 2004 que el català va arribar a Eurovisió de la mà de Ràdio i Televisió d'Andorra (RTVA). En aquesta primera ocasió es va organitzar conjuntament amb Televisió de Catalunya la preselecció andorrana, anomenada 12 Punts. En va sortir «Jugarem a estimar-nos», cantada per Marta Roure, que seria la primera cançó en català en representació d'Andorra. Durant els següents cinc anys, aquest país va continuar portant cançons en català al festival europeu, però mai va aconseguir classificar-se per a la final. El grup Anonymous va ser el que s'hi va acostar més amb una 12a posició. Després de 6 edicions consecutives sense passar a la final del festival, el dia 11 de desembre de 2009, l'emissora RTVA va oficialitzar a la UER que es retirava del concurs. La raó de pes era el tràngol econòmic derivat de la crisi econòmica del 2008.
Van passar 14 anys des d'aleshores fins que va tornar a optar a Eurovisió una cançó en català. Va passar el 2023, quan en la preselecció de RTVE, el Benidorm Fest, es va incloure una cançó en català, així com el 2024 dues.

## Llista de cançons en català
| Cançons en català al Festival d'Eurovisió | Cançons en català al Festival d'Eurovisió | Cançons en català al Festival d'Eurovisió | Cançons en català al Festival d'Eurovisió |
| Any                                       | País                                      | Artista                                   | Cançó                                     |
| ----------------------------------------- | ----------------------------------------- | ----------------------------------------- | ----------------------------------------- |
| 2004                                      | Andorra                                   | Marta Roure                               | «Jugarem a estimar-nos»                   |
| 2005                                      | Andorra                                   | Marian van de Wal                         | «La mirada interior»                      |
| 2006                                      | Andorra                                   | Jenny                                     | «Sense tu»                                |
| 2007                                      | Andorra                                   | Anonymous                                 | «Salvem el món»                           |
| 2008                                      | Andorra                                   | Gisela                                    | «Casanova»                                |
| 2009                                      | Andorra                                   | Susanne Georgi                            | «La teva decisió»                         |

| Cançons en català a preseleccions pel Festival d'Eurovisió | Cançons en català a preseleccions pel Festival d'Eurovisió | Cançons en català a preseleccions pel Festival d'Eurovisió | Cançons en català a preseleccions pel Festival d'Eurovisió |
| Any                                                        | País                                                       | Artista                                                    | Cançó                                                      |
| ---------------------------------------------------------- | ---------------------------------------------------------- | ---------------------------------------------------------- | ---------------------------------------------------------- |
| 1968                                                       | Espanya                                                    | Joan Manuel Serrat                                         | «La, la, la»                                               |
| 2004                                                       | Andorra                                                    | Bis a Bis                                                  | «Anem cap al nord»                                         |
| 2004                                                       | Andorra                                                    | Bis a Bis                                                  | «Confía en mi»                                             |
| 2004                                                       | Andorra                                                    | Marta Roure                                                | «Crec»                                                     |
| 2004                                                       | Andorra                                                    | Bis a Bis                                                  | «El destí»                                                 |
| 2004                                                       | Andorra                                                    | Marta Roure                                                | «Em quedarà»                                               |
| 2004                                                       | Andorra                                                    | Bis a Bis                                                  | «És que si»                                                |
| 2004                                                       | Andorra                                                    | Marta Roure                                                | «No és nou»                                                |
| 2004                                                       | Andorra                                                    | Bis a Bis                                                  | «No esperis amor»                                          |
| 2004                                                       | Andorra                                                    | Marta Roure                                                | «Si et perds»                                              |
| 2004                                                       | Andorra                                                    | Marta Roure                                                | «Terra»                                                    |
| 2004                                                       | Andorra                                                    | Bis a Bis                                                  | «Vine»                                                     |
| 2005                                                       | Andorra                                                    | Marian van de Wal                                          | «No demanis»                                               |
| 2005                                                       | Andorra                                                    | Marian van de Wal                                          | «Dona'm la pau»                                            |
| 2009                                                       | Andorra                                                    | Mar Capdevila                                              | «Passió obsessiva»                                         |
| 2009                                                       | Andorra                                                    | Lluís Cartes                                               | «Exhaust»                                                  |
| 2023                                                       | Espanya                                                    | Siderland                                                  | «Que esclati tot»                                          |
| 2024                                                       | Espanya                                                    | Roger Padrós                                               | «El Temps»                                                 |
| 2024                                                       | Espanya                                                    | Sofia Coll                                                 | «Here to stay»                                             |